# Чульчиці
Чульчиці (або Чулчиці, Чолчиці, пол. Czułczyce) — колишнє українське село в Польщі, у гміні Савин Холмського повіту Люблінського воєводства. Населення — 427 осіб (2011).

## Розташування
Знаходиться на Закерзонні (в історичній Холмщині).

## Історія

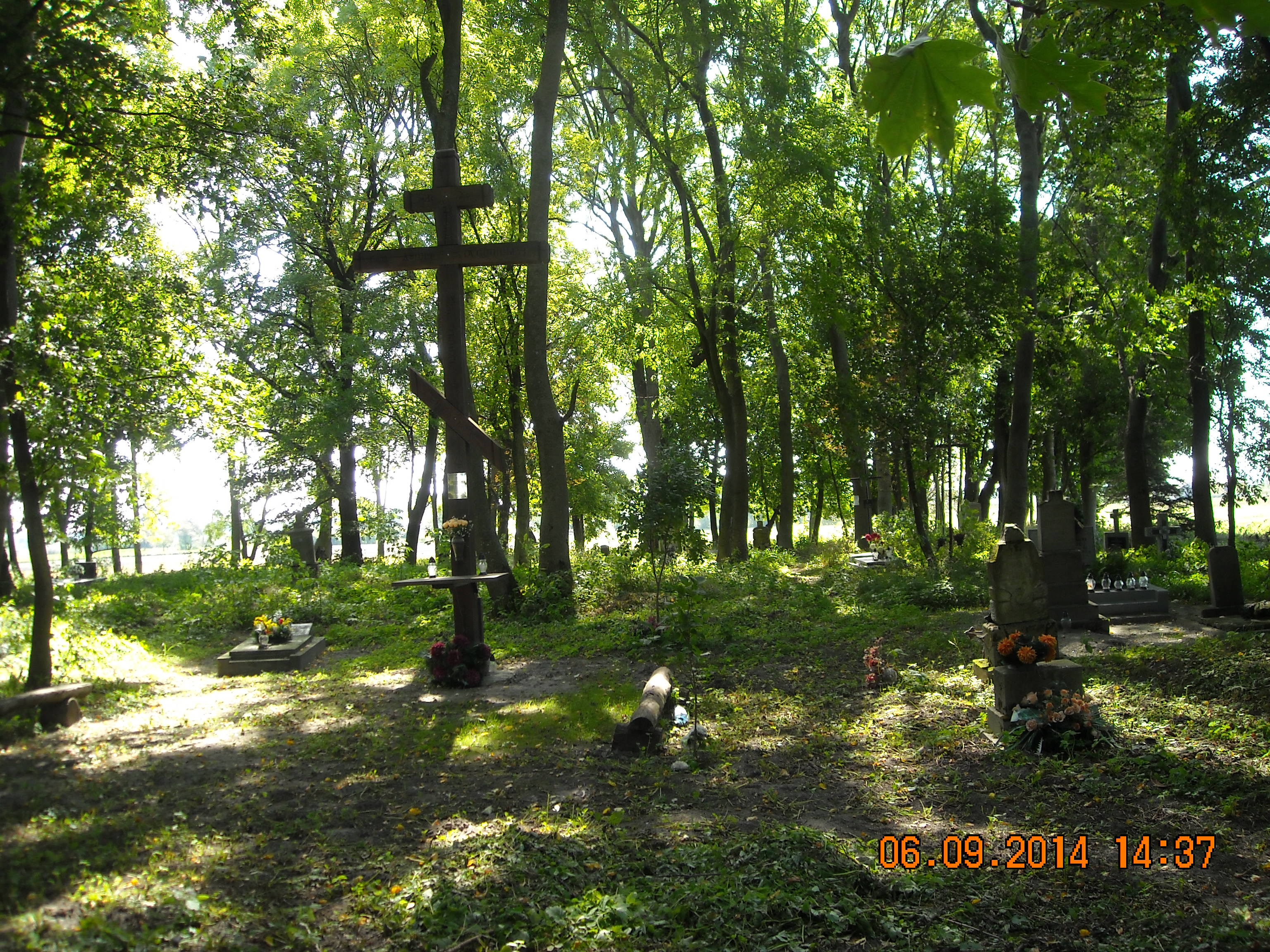
Православне і греко-католицьке кладовище

У селі є залишки городища XIII—XIV століть.
1436 року вперше згадується православна церква святих Кузьми і Дем'яна.
За даними етнографічної експедиції 1869—1870 років під керівництвом Павла Чубинського, у селі здебільшого проживали греко-католики, які розмовляли українською мовою.
До 1875 року в Чульчинцях існувала греко-католицька парафія, яка була переведена в православ'я. 1872 року місцева греко-католицька парафія налічувала 964 вірян. В 1905 році змурована православна церква св. Олексія, у 1918 р. закрита польською владою. Того ж 1918 року знесені парафіяльні будинки.
Від 1928 року провідником місцевої православної парафії був колишній сотник Армії УНР, протоієрей Яків Кіндзерявий-Пастухів, батько відомого філософа, богослова, художника, кобзаря і архипресвітера Української Автокефальної Православної Церкви — Сергія Кіндзерявого-Пастухіва.
Церква відкрита німецькою владою в 1939—1944 р. і в 1945 році налічувала близько 1000 парафіян, коли була забрана польською владою і передана під костел.
У 1975—1998 роках село належало до Холмського воєводства.

## Населення
Демографічна структура станом на 31 березня 2011 року:
|          | Загалом | Допрацездатний вік | Працездатний вік | Постпрацездатний вік |
| -------- | ------- | ------------------ | ---------------- | -------------------- |
| Чоловіки | 218     | 41                 | 156              | 21                   |
| Жінки    | 209     | 30                 | 127              | 52                   |
| Разом    | 427     | 71                 | 283              | 73                   |